# Маротіну-де-Сус
Маротіну-де-Сус (рум. Marotinu de Sus) — село у повіті Долж в Румунії. Входить до складу комуни Челару.
Село розташоване на відстані 166 км на захід від Бухареста, 39 км на південний схід від Крайови.

## Населення
За даними перепису населення 2002 року у селі проживали 765 осіб, з них 760 осіб (99,3%) румунів. Рідною мовою 761 особа (99,5%) назвала румунську.